# Надєждін (хутір)
Надєждін (рос. Надеждин) — хутір у Ленінському районі Волгоградської області Російської Федерації.
Населення становить 61 особу. Входить до складу муніципального утворення Комунаровське сільське поселення.

## Історія
Хутір розташований у межах українського історичного та культурного регіону Жовтий Клин.
Згідно із законом від 14 лютого 2005 року № 1004-ОД органом місцевого самоврядування є Комунаровське сільське поселення.

## Населення
| 2010 |
| ---- |
| 61   |